# Cochlodina costata
Cochlodina costata е вид коремоного от семейство Clausiliidae.

## Разпространение
Видът е разпространен в Източните Алпи и Судети. Среща се в Чехия.